# برنامج التقشف الحكومي في المملكة المتحدة

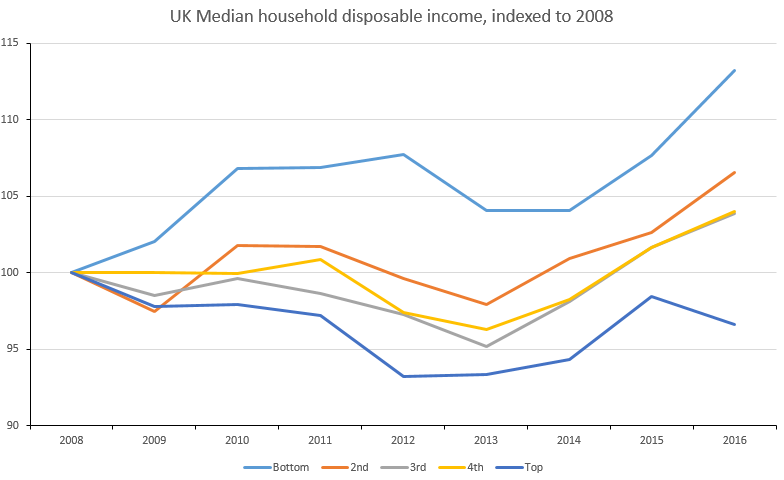

برنامج التقشف الحكومي في المملكة المتحدة هو سياسة مالية تم تبنيها في أوائل القرن الحادي والعشرين بعد فترة الركود الاقتصادي العالمي. وُضع البرنامج للحد من العجز، إذ يشمل التخفيضات المستمرة في الإنفاق العام وزيادة الضرائب، ويهدف إلى تقليل عجز الميزانية الحكومية ودور دولة الرفاهية في المملكة المتحدة. زعمت حكومة المحافظين «تحصين» هيئة الخدمات الصحية الوطنية والتعليم وحمايتها من تخفيضات الإنفاق المباشرة، ولكن بين عامي 2010 و2019، انخفض الإنفاق على الإعانات الاجتماعية ودعم الإسكان والخدمات الاجتماعية بنحو 30 مليار جنيه إسترليني. كانت آثار سياسات التقشف في المملكة المتحدة مثيرة للجدل وتلقت السياسات انتقادات من قبل مجموعة متنوعة من السياسيين والاقتصاديين. تشكلت حركات مناهضة للتقشف بين المواطنين. 

## التاريخ
تلى فائض ميزانية الحكومة البريطانية في عام 2001-2002 سنوات عديدة من عجز الميزانية وبعد الأزمة المالية 2007-2008 بدأت فترة من الركود الاقتصادي في البلاد. بدأت تدابير التقشف الأولى في أواخر عام 2008. في عام 2009، شاع مصطلح عصر التقشف، والذي كان يستخدم سابقًا لوصف السنوات التي تلت الحرب العالمية الثانية مباشرةً، من قبل زعيم حزب المحافظين ديفيد كاميرون. أعلن كاميرون، في خطابه الرئيسي أمام منتدى حزب المحافظين في شلتنهام في 26 أبريل عام 2009، أن «عصر اللامسؤولية يفسح المجال لعصر التقشف» والتزم بإنهاء السنوات التي اتسمت بحسب وصفه بالإنفاق الحكومي المفرط. روج قادة حزب المحافظين لفكرة خفض الميزانية لإحداث المجتمع الكبير، وهي أيديولوجيا سياسية تتضمن تقليص الحكومة، وأن تقدم منظمات شعبية وجمعيات خيرية وشركات خاصة الخدمات العامة بكفاءة أعلى.
بدأ برنامج التقشف في عام 2010 من قبل الحكومة الائتلافية للمحافظين والديمقراطيين الليبراليين. في خطابه عن الميزانية في يونيو عام 2010، حدد المستشار جورج أوسبورن هدفين؛ الهدف الأول هو القضاء على العجز الهيكلي في الميزانية الحالية «لتحقيق ميزان معدّل دوريًا للعمليات الجارية بحلول نهاية فترة الخمس سنوات المتوقعة»، والهدف الثاني خفض الدَّين القومي كنسبة مئوية من الناتج المحلي الإجمالي. كانت الحكومة تنوي تحقيق كلا الهدفين من خلال إجراء تخفيضات كبيرة في الإنفاق العام. كان من المقرر تحقيق ذلك عبر مزيج من خفض الإنفاق العام وزيادة الضرائب التي تصل إلى 110 مليار جنيه إسترليني. كانت نهاية فترة التنبؤ عام 2015-2016.
بين عامي 2010 و2013، قالت حكومة الائتلاف إنها خفضت الإنفاق العام بمقدار 14.3 مليار جنيه إسترليني مقارنةً بالفترة ما بين عامي 2009-2010. ظل الازدهار منخفضًا خلال هذه الفترة، بينما ارتفعت البطالة. في خطاب ألقاه ديفيد كاميرون عام 2013، أشار إلى أن حكومته لا تنوي زيادة الإنفاق العام بمجرد القضاء على العجز الهيكلي، واقترح أن يكون خفض الإنفاق العام عملية دائمة. في عام 2014، مددت وزارة المالية فترة التقشف المقترحة حتى عام 2018 على الأقل. بحلول عام 2015، انخفض العجز، كنسبة مئوية من الناتج المحلي الإجمالي، إلى نصف ما كان عليه في عام 2010، وأدى بيع الأصول الحكومية (معظمها أسهم البنوك المؤممة في العقد الأول من القرن الحالي) إلى الدَّين الحكومي كنسبة من انخفاض الناتج المحلي الإجمالي. بحلول عام 2016، كان المستشار يهدف إلى تحقيق فائض في الميزانية بحلول عام 2020، لكن بعد نتيجة الاستفتاء بخصوص بقاء المملكة المتحدة ضمن الاتحاد الأوروبي لعام 2016، أعلن أن هذا الهدف لم يعد قابلًا للتحقيق.
احتفظ خليفة أوسبورن لمنصب المستشار، فيليب هاموند، بهدف الميزانية المتوازنة، لكنه تخلى عن خطط القضاء على العجز بحلول عام 2020. في أول بيان لهاموند في خريف عام 2016، لم يكن هناك أي ذكر للتقشف، وخلص بعض المعلقين إلى أن برنامج التقشف انتهى. في فبراير عام 2017، اقترح هاموند تخفيضات في ميزانية الإدارات تصل إلى 6% لعام 2019-2020، واستمرت ميزانية هاموند لعام 2017 في السياسات الحكومية لتجميد مزايا سن العمل. بعد الانتخابات العامة لعام 2017، أكد هاموند في خطاب ألقاه في مانشن هاوس أن برنامج التقشف سيستمر وعلق ميخائيل فالون، وزير الخارجية للدفاع: «نحن جميعًا نتفهم أن التقشف لن ينتهي أبدًا حتى انتهاء العجز». تتوافق تخفيضات الإنفاق الحكومي المخطط لها للفترة 2017-2020 مع بعض الإدارات، مثل إدارة العمل والمعاشات التقاعدية ووزارة العدل، التي تشهد انخفاضًا في التمويل بنسبة 40% تقريبًا بالأرقام الحقيقية خلال العقد 2010-2020. خلال عام 2017، تحقق فائض إجمالي في الميزانية على الإنفاق اليومي لأول مرة منذ عام 2001. حقق ذلك أحد الأهداف المالية التي حددها جورج أوسبورن في عام 2010، والتي كان يأمل في تحقيقها في عام 2015.
في عام 2018، توقع مكتب مسؤولية الموازنة انخفاض ديون القطاع العام في عامي 2018-2019 كجزء من الدخل القومي لأول مرة منذ عامي 2001-2002، إذ ستتجاوز الإيرادات الضريبية الإنفاق العام. اقترح بيان هاموند لربيع عام 2018 أنه يمكن تخفيض تدابير التقشف في ميزانية خريف ذلك العام. رغم ذلك، وفقًا لمؤسسة فض النزاعات ومعهد الدراسات المالية، استندت توقعات مكتب مسؤولية الموازنة للاقتراض والديون إلى افتراض أن الحكومة واصلت تخفيضات الإنفاق المخطط لها والتي أُعلن عنها بعد الانتخابات العامة لعام 2015. بحلول عام 2018، لم تُنفَّذ سوى 25% فحسب من التخفيضات المقترحة في الإنفاق على الرعاية الاجتماعية. حسبت مؤسسة فض النزاعات أن التخفيض المقترح في الإنفاق على مزايا سن العمل بلغ 2.5 مليار جنيه إسترليني في عام 2018-2019 و2.7 مليار جنيه إسترليني في عام 2019-2020، وأكدت أن الأسر الأكثر تضررًا أفقرها بنسبة 20%. حسب معهد الدراسات المالية أن أرقام مكتب مسؤولية الموازنة ستتطلب أن يكون الإنفاق على الخدمات العامة للفرد بالقيمة الحقيقية أقل بنسبة 2% في عام 2022-2023 مما كان عليه في عام 2019-2000.
كان العجز في الربع الأول من السنة المالية 2018-2019 أقل من أي فترة سابقة منذ عام  2007 وبحلول أغسطس عام 2018 وصل إلى أدنى مستوى له منذ عام 2002–2003. كان هدف هاموند في ذلك الوقت القضاء على العجز بالكامل بحلول منتصف عام 2020. في مؤتمر حزب المحافظين في أكتوبر عام 2018، أشارت رئيسة الوزراء تيريزا ماي إلى نيتها بإنهاء برنامج التقشف بعد انسحاب المملكة المتحدة من الاتحاد الأوروبي عام 2019 وقال زعيم المعارضة جيرمي كوربين إن التقشف لا يمكن أن ينتهي دون زيادات كبيرة في الإنفاق العام. قدّر معهد الدراسات المالية أن تمويل إنهاء التقشف سيتطلب 19 مليار جنيه إسترليني إضافية سنويًا تُجمع من زيادة الاقتراض الحكومي أو الزيادات الضريبية. كان هدف هاموند خفض الدَّين القومي وزيادة سنوات التقشف، ولكن في ميزانية أكتوبر لعام 2018، وافق على تأجيل الموعد المستهدف للقضاء على العجز، والتخلي عن خطط تحقيق فائض الميزانية في عام 2022-2023 للسماح بزيادة الإنفاق على الصحة وخفض الضرائب. وصفت مؤسسة فض النزاعات الخطوة بأنها «تخفيف كبير للتقشف». قال هاموند إن «حقبة التقشف تقترب أخيرًا من نهايتها»، ولكن لن تكون هناك زيادة «بالأرقام الحقيقية» في الإنفاق العام باستثناء هيئة الخدمات الصحية الوطنية.